# Pfarrkirche St. Georgen ob Judenburg

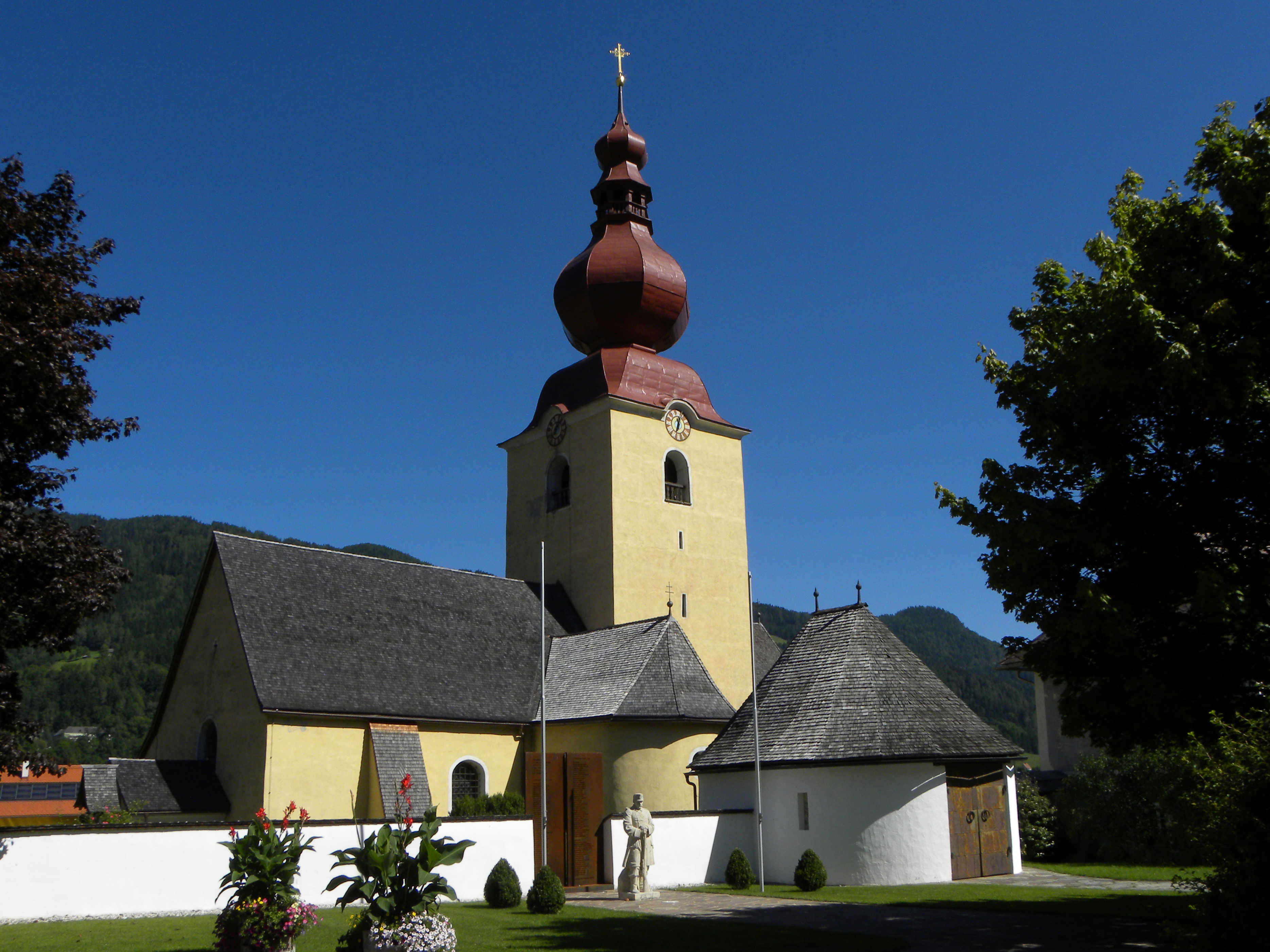
Katholische Pfarrkirche St. Georgen ob Judenburg

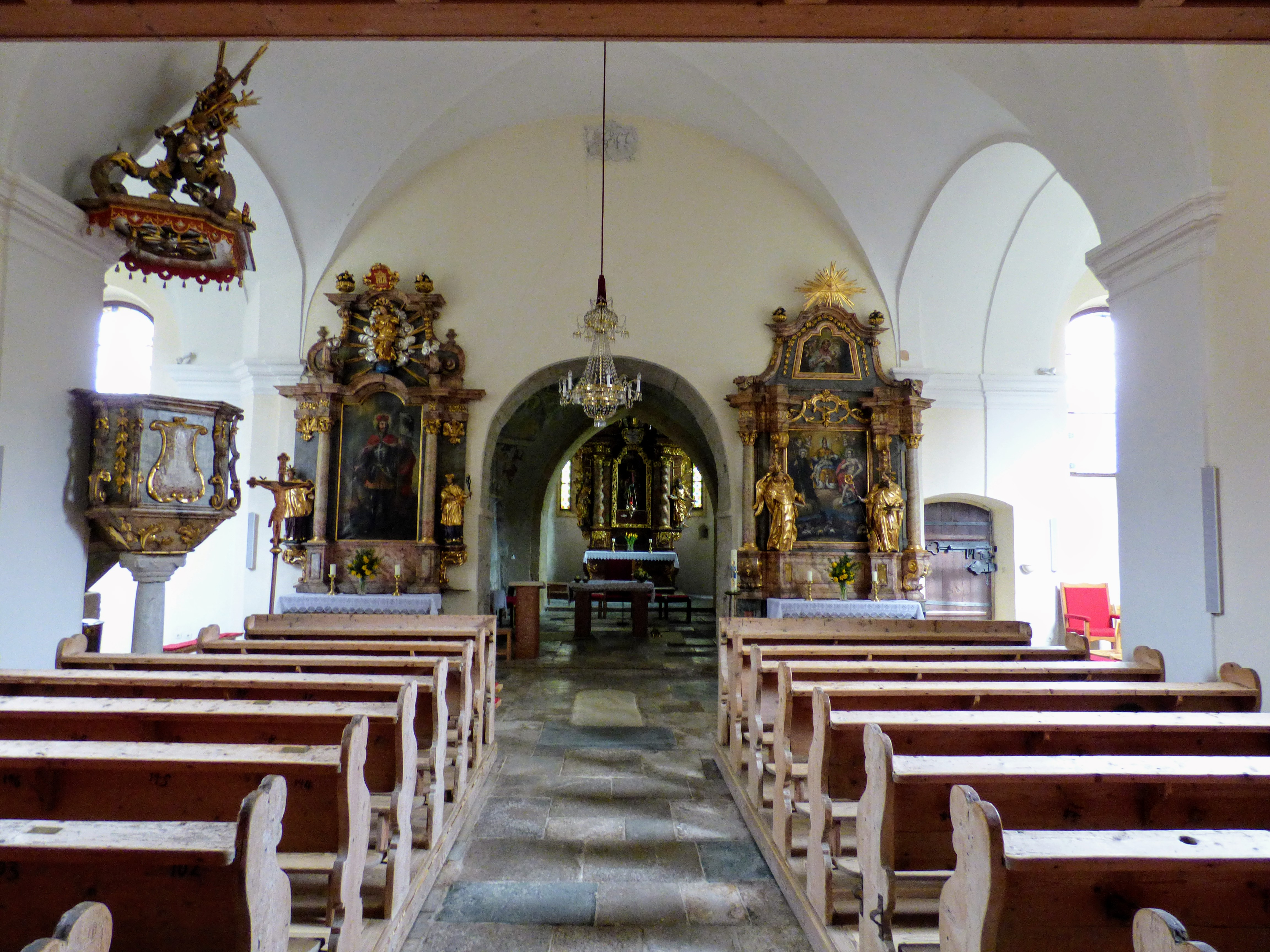
Langhaus, Blick zum Chor

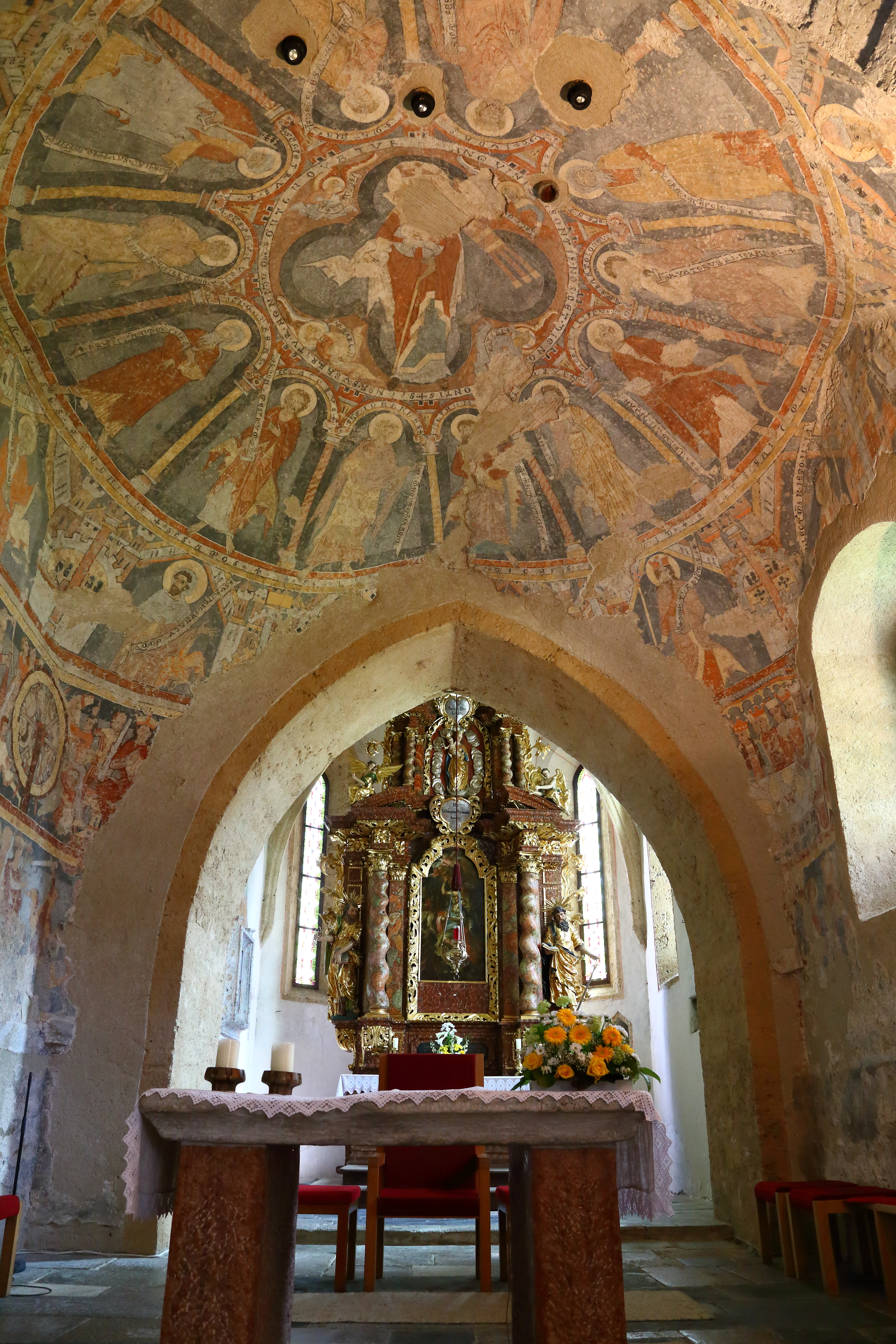
Volksaltar und Gewölbe des Chorquadrats

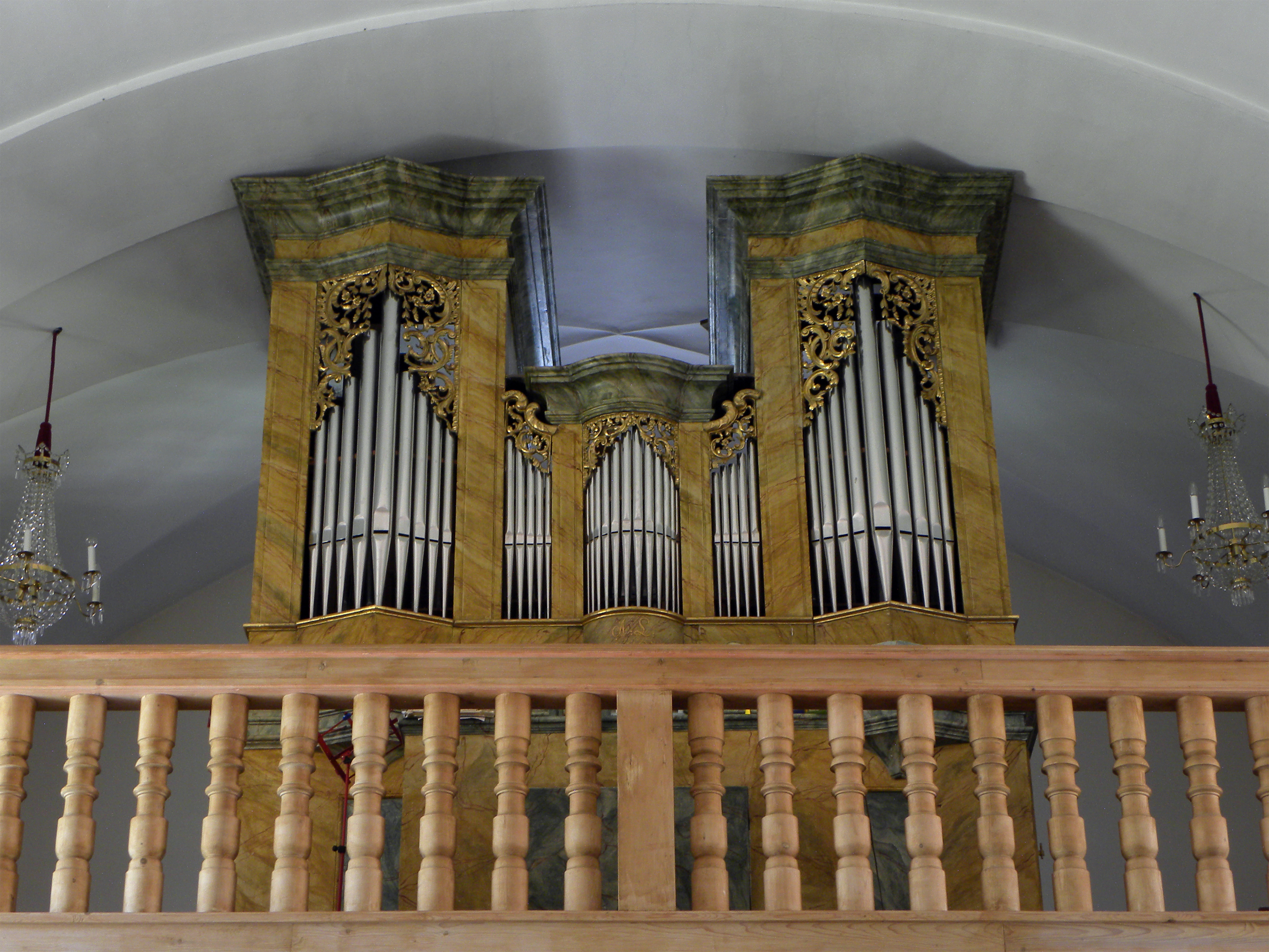
Langhaus, Blick zur Orgel

Die römisch-katholische Pfarrkirche St. Georgen ob Judenburg steht in der Gemeinde Sankt Georgen ob Judenburg im Bezirk Murtal der Steiermark. Die dem Patrozinium des hl. Georg unterstellte Pfarrkirche gehört zur Region Obersteiermark West der Diözese Graz-Seckau. Die Kirche, der Friedhof und die Aufbahrungshalle stehen unter Denkmalschutz (Listeneintrag).

## Geschichte
Urkundlich wurde 1277 eine Kirche genannt. Der Altar des gotischen Chores wurde 1453 geweiht.
Die Kirche wurde 1973 außen restauriert.

## Architektur
An das im Kern romanische Langhaus mit einem mächtigen romanischen Chorquadratturm schließt der gotische Chor mit Strebepfeilern um 1453 an. Barock sind die Zubauten und Seitenkapellen wie auch das Gewölbe des Langhauses wohl in der zweiten Hälfte des 17. Jahrhunderts. Das rundbogige profilierte Westportal hat eine Tür mit reichen gotischen Schmiedeisenbeschlägen mit Handmotiv. Die Sakristei ist nördlich des Chores angebaut. Der Chorquadratturm mit barocken Schallfenstern trägt eine barocke Haube mit Zwiebel und Laterne.
Das Kircheninnere zeigt ein dreijochiges Langhaus unter einem flachen Kreuzgratgewölbe auf Gurten, im Ostjoch mit angebauten barocken Kapellen mit Halbkreisschluss, im Westjoch steht eine hölzerne Empore auf sechs Holzpfeilern. Der eingezogene Chorquadratturm zeigt ein flachkuppeliges Gewölbe und ist zum Langhaus rundbogig und zum Chor spitzbogig geöffnet. Der ebenfalls eingezogene gotische einjochige Chor mit einem Fünfachtelschluss zeigt Kreuzrippen mit Birnstabprofil und schmale Spitzbogenfenster. Das gotische rechteckige Sakramentshäuschen hat ein Schmiedeeisengitter. Die Sakristei hat ein Tonnengewölbe.

## Einrichtung
Der Hochaltar aus 1703 wurde 1890 restauriert, er trägt eine neue Mittelstatue hl. Georg und im Aufsatz die spätgotische Figur Maria mit Kind einer Kärntner Werkstatt um 1520. Der linke Seitenaltar hl. Florian um 1720/1730 trägt Statuen teils von Balthasar Prandtstätter, wie hl. Florian mit dem Fürstenhut. Der rechte Seitenaltar aus dem zweiten Viertel des 18. Jahrhunderts zeigt ein Altarbild mit den Heiligen Martin, Leonhard und Sebastian. Der nördliche Kapellenaltar ist eine Stiftung der Bruderschaft 1677, er zeigt Knorpelwerk und das Bild Arme Seelen mit der Kreuzigungsgruppe. Der südliche Kapellenaltar hl. Maria schuf Balthasar Prandtstätter.
Die barocke Kanzel steht auf einer romanischen Basis mit Eckeinrollung aus der zweiten Hälfte des 12. Jahrhunderts. Der gotische Taufstein ist achteckig und trägt einen barocken Aufsatz aus dem Ende des 17. Jahrhunderts.
Die Orgel aus 1795 wurde 1827 umgebaut.